# Denominazione di origine controllata

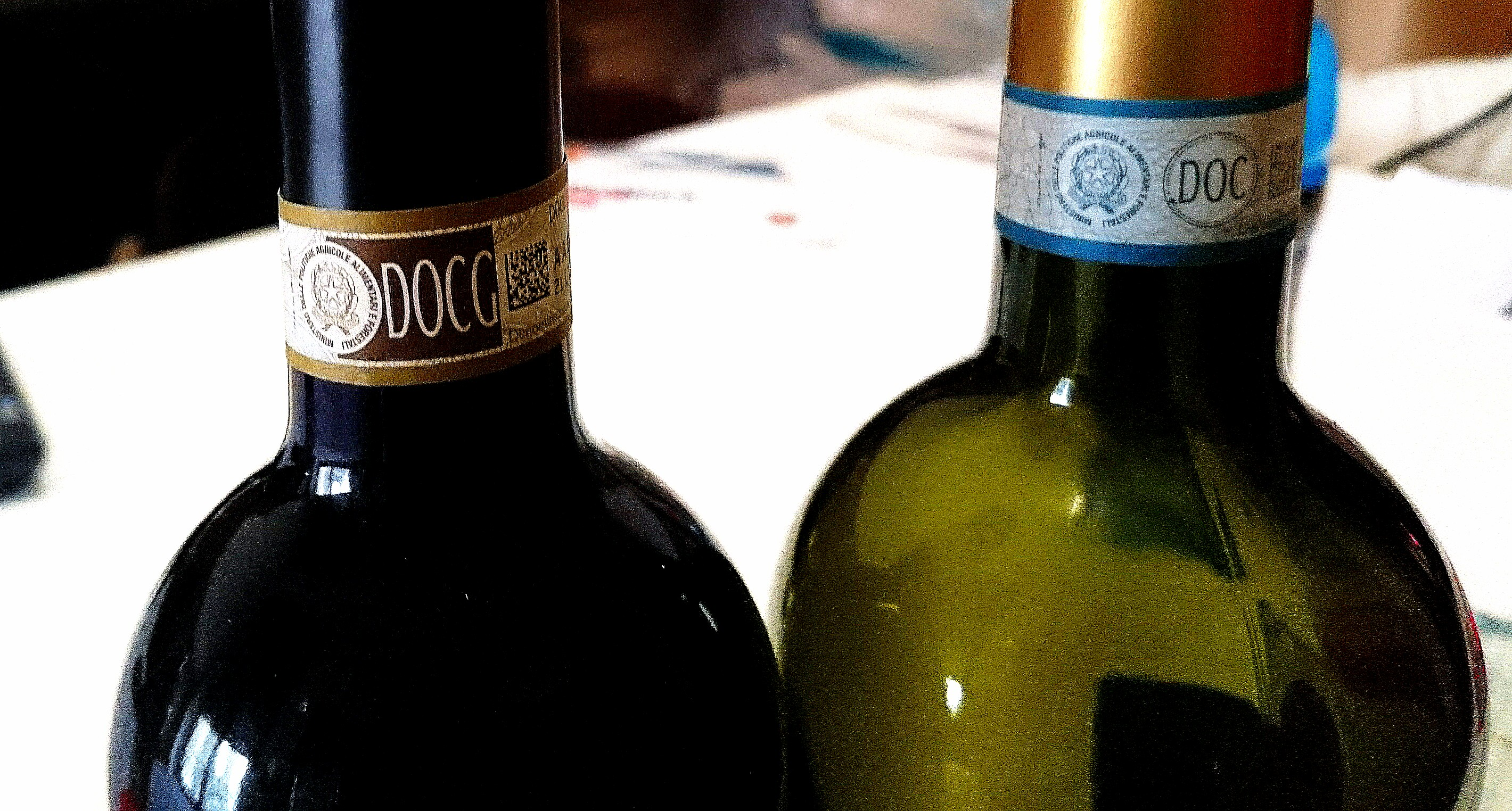
Flaschen mit DOCG- und DOC-Banderole

Denominazione di origine controllata, kurz DOC, ist eine „kontrollierte Ursprungsbezeichnung“ für italienische Produkte, insbesondere für Wein aus Italien, ähnlich der Appellation d’Origine Contrôlée (AOC) in Frankreich, dem Qualitätswein bestimmter Anbaugebiete (Q. b. A.) in Deutschland oder dem Districtus Austriae Controllatus (DAC). Die offizielle Beschreibung laut EU-Verordnung lautet:

„Weine mit Ursprungsbezeichnung: geografischer Name eines Weinbaugebiets, das durch eine besondere Erzeugung gekennzeichnet ist; der Name wird zur Bezeichnung eines bekannten Qualitätserzeugnisses verwendet, das seine Eigenschaften den geografischen Verhältnissen und den menschlichen Einflüssen verdankt. Das Gesetz legt für die italienischen Bezeichnungen den besonderen traditionellen Begriff ‚D.O.C.‘ fest, um das vorgenannte Konzept der sehr hochwertigen und traditionellen Ursprungsbezeichnung zu erläutern.“

Bei den Qualitätsstufen stehen die DOC-Weine über den Indicazione-Geografica-Tipica-Weinen (IGT-Weinen) und unter den DOCG-Weinen.

## Geschichte
Diese gesetzlich geregelte und kontrollierte Ursprungsbezeichnung wurde 1963 mit dem Ziel eingeführt, eine nachhaltige Qualitätsverbesserung der produzierten Weine und Balsamico zu erreichen. Seit 1992 mündeten die diversen nationalen Qualitätssiegel in Europa nach EU-Recht in das Geschützte-Ursprungsbezeichnung-Siegel (PDO-Siegel), werden aber wegen ihrer größeren Bekanntheit häufig alleine oder parallel weiterverwendet. Auch die seit 1963 unverändert bestehenden DOC-Kriterien wurden 1992 angepasst, um ebenfalls den Regularien des PDO-Siegels zu genügen.
Durch die EU-Weinmarktordnung vom August 2009 wurde die Herkunftsbezeichnung für Wein analog zum Lebensmittelrecht vereinheitlicht und das Qualitätssystem neu definiert. Die neuen Begriffe lauten Denominazione d’Origine Protetta (DOP) anstelle von DOC und DOCG sowie Indicazione Geografica Protetta (IGP) anstelle von IGT. Die traditionellen Bezeichnungen dürfen jedoch nach wie vor verwendet werden, da für sie Bestandsschutz gilt.

## Kriterien
Die gesetzliche Regelung umfasst neben dem zulässigen Ertrag pro Hektar unter anderem auch die zugelassenen Anbaugebiete sowie die zulässigen Rebsorten. Weine mit DOC- oder DOCG-Siegel dürfen nicht in Gebinde mit einem Volumen abgefüllt werden, das größer als fünf Liter ist.